# Paul Adelstein
Paul Adelstein (ur. 29 kwietnia 1969 w Chicago) – amerykański aktor telewizyjny i filmowy. Najbardziej znany jest z roli agenta Kellermana w serialu Skazany na śmierć.

## Życiorys
Urodził się w Chicago, w stanie Illinois w rodzinie Żydów aszkenazyjskich jako syn Doris May (z domu Forgash) i Harveya M. Adelsteina. W 1991 ukończył Bowdoin College w Brunswick, w stanie Maine, gdzie otrzymał licencjat z anglistyki. Był wokalistą i gitarzystą grupy Doris. Pracował w New Crime Productions Johna Cusacka, Piven Theatre Workshop w Evanston, a następnie w Steppenwolf Theatre Company w Chicago.
Debiutował na kinowym ekranie w czarnej komedii Stephena Frearsa Naciągacze (The Grifters, 1990) u boku Anjelicy Huston, Johna Cusacka i Annette Bening.
Od maja 2006 spotykał się z Lizą Weil, z którą w listopadzie 2006 wziął ślub. Mają córkę Josephine Elizabeth. Jednak 9 listopada 2017 doszło do rozwodu.

## Filmografia

### Filmy
- Naciągacze  (The Grifters, 1990) jako Marynarz – Młody Paul
- Peoria Babylon (1997) jako Brad Kessler
- Zakręcony  (Bedazzled, 2000) jako Bob/Roberto
- R.U.S./H. (2002) jako Tom Epstein
- Okrucieństwo nie do przyjęcia  (Intolerable Cruelty, 2003) jako Wrigley
- Bandwagon (2004) jako Joe Rice
- Lawrence Melm  (2004)
- Zakładnik  (Collateral, 2004) jako Fed #3
- Wyznania gejszy  (Memoirs of a Geisha, 2005) jako porucznik Hutchins
- Be Cool (2005) jako Hy Gordon
- Nobody's Watching (2006) jako pan Tucker
- Little Fish, Strange Pond (2008) jako Philly
- The Missing Person (2008) jako Drexler Hewitt

### Seriale TV
- Ostry dyżur  (ER, 1994–2009) jako Hank Loman (gościnnie)
- Cupid (1998–1999) jako Mike
- Hoży doktorzy  ([scrubs], 2001) jako dr Stone (gościnnie)
- Nocny kurs  (Hack, 2002–2004) jako Aldo Rossi (gościnnie)
- Bez śladu  (Without a Trace, 2002) jako Dave (gościnnie)
- Breaking News (2002) jako Julian Kerbis
- Chirurdzy  (Grey’s Anatomy, 2005) jako Cooper (gościnnie)
- Skazany na śmierć  (Prison Break, 2005) jako agent Paul Kellerman
- Prywatna praktyka  (Private Practice, 2007) jako dr Cooper Freedman